# Coupe du monde féminine de rugby à XV 1991
Navigation
Coupe du monde 1994
La première Coupe du monde féminine de rugby à XV a lieu en 1991 au pays de Galles. Cette Coupe du monde n'est approuvée par l'IRB qu'en 2009 avec la publication d'une liste des lauréats précédents dans un communiqué de presse.

## Genèse et organisation
Le projet est porté par quatre Anglaises, toutes joueuses du Richmond FC : Susan Dorrington, Mary Forsyth, Alice Cooper et Deborah Griffin. Elles se lancent dans le projet en toute insouciance car elles n'ont pas la moindre idée des difficultés auxquelles elles vont devoir faire face.
Elle n'ont ni budget, ni soutiens et ont toutes un emploi à plein temps. Elles ne sont appuyées ni par la fédération anglaise ni par l'IRB (International Rugby Board, aujourd'hui World Rugby). Pire, l'IRB va convoquer Deborah Griffin pour exprimer son mécontentement : l'organisme n'accepte pas l'utilisation de l'expression « coupe du monde » et estime que le logo utilisé ressemble trop à celui de l'édition masculine qui est également en cours d'organisation en Angleterre. En outre, l'IRB perçoit la compétition féminine comme une concurrente de l'édition masculine et avertit : la première ne doit pas impacter la seconde. Une inquiétude que Deborah Griffin ne comprendra jamais. Le logo est finalement modifié mais les organisatrices refusent d'abandonner l'appellation « coupe du monde ».
Elles travaillent à leur projet au cours de réunions tenues le matin à 7 h, avant que chacune aille travailler. Étant membre de la fédération féminine, Deborah Griffin se charge surtout de la logistique, Mary Forsyth (qui est alors enceinte) est la comptable officieuse, Susan Dorrington, également talonneuse de l'équipe d'Angleterre, cherche des sponsors tandis qu'Alice Cooper s'occupe de la communication.
À la recherche de partenaires commerciaux, elles vont souvent se voir opposer que le rugby féminin est « un sport qui se joue mais pas un sport qui se regarde ». La quête de sponsors est un fiasco mais les quatre jeunes femmes n'en démordent pas : la coupe du monde aura lieu. À défaut de sponsors, elles trouvent des partenaires qui vont fournir des aides en nature : prêts de minibus, fourniture de ballons, nuitées d'hôtel, jusqu'à la fédération galloise, poussée par Vernon Pugh, qui va accepter de mettre ses arbitres à disposition. Mais toutes les délégations doivent payer leur voyage et leur hébergement. L'équipe soviétique, qui n'a pas le droit de quitter l'URSS avec des devises, tente de financer son séjour en vendant de la vodka, des cornichons à la russe ou encore du caviar sur le parvis de la mairie de Cardiff. Le procédé est illégal et interrompu par la police, mais l'affaire est reprise dans la presse ce qui va susciter un élan de générosité local.
La ville hôte est Cardiff, tout simplement car la municipalité soutient l'organisation de l'évènement : elle organise une cérémonie d'ouverture, un banquet de clôture, et surtout met l'Arms Park à disposition pour les demies et la finale. Toutes les autres rencontres sont accueillies par des clubs de l'agglomération.
Au bout du compte, douze nations répondent présent pour neuf jours de compétition. La France confirme sa participation quelques minutes avant le tirage au sort de la compétition, au mois de février. La scission avec le rugby masculin est telle que plusieurs équipes (Angleterre, France, Nouvelle-Zélande) ne sont pas autorisées à jouer avec leur emblème national sur le maillot.
La compétition se tient avant l'ère numérique : pas d'emails, pas de téléphones mobiles, les programmes et les compte-rendus de matchs sont édités à l'imprimante à aiguilles. Sans GPS, bien des délégations auront toutes les peines du monde à trouver le stade où elles doivent jouer, certaines rencontres étant organisées par des clubs amateurs dans de petites bourgades isolées.
L'équipe japonaise suscite la surprise et la sympathie du public à chacun de ses matchs avec des joueuses qui sont toutes casquées et certaines mesurant moins d' 1 m 50. Sur le terrain elles saluent leurs adversaires à chaque essai encaissé.
À trois jours de la finale, la délégation anglaise apprend que ses chambres d'hôtel ont fait l'objet d'une double réservation. Elles dorment dans des duvets, dans une salle de conférence mise à disposition par l'hôtel.
La compétition génère un déficit de 36 000 £, dont 30 000 à payer à une agence de marketing qui n'a trouvé aucun sponsor. Mise sous pression médiatique, notamment par le Times qui parle de « responsabilité morale », la RFU va intervenir : elle informe l'agence marketing qu'elle ne sera pas payée et prend en charge les 6000 £ restant. Susan Dorrington, Mary Forsyth, Alice Cooper et Deborah Griffin arrivent au bout de la compétition lessivées physiquement et mentalement.
La première coupe du monde féminine n'obtient la reconnaissance officielle de World Rugby qu'en 2009.

## Format
La compétition voit douze équipes s'affronter dans la semaine du 6 au 14 avril. Les États-Unis remportent la compétition en battant l'Angleterre en finale. Bien que le match de classement pour la troisième place ne soit pas prévu, une rencontre est organisée et gagnée par la France aux dépens de la Nouvelle-Zélande.
| Poule A          | Poule B | Poule C    | Poule D    |
| Canada           | France  | États-Unis | Angleterre |
| Nouvelle-Zélande | Japon   | Pays-Bas   | Espagne    |
| Pays de Galles   | Suède   | URSS       | Italie     |

## Classements et résultats

### Poule A
| Rang | Pays             | J | V | N | D | Pm | Pe | Diff | Pts |
| ---- | ---------------- | - | - | - | - | -- | -- | ---- | --- |
| 1    | Nouvelle-Zélande | 2 | 2 | 0 | 0 | 48 | 14 | +34  | 6   |
| 2    | Canada           | 2 | 0 | 1 | 1 | 17 | 33 | -16  | 3   |
| 3    | Pays de Galles   | 2 | 0 | 1 | 1 | 15 | 33 | -18  | 3   |

|  | Qualifié pour les demi-finales     |
|  | Qualifié pour les places d'honneur |

| 6 avril 1991 | Nouvelle-Zélande | 24 - 8 | Canada | Memorial Ground |
| 6 avril 1991 |                  |        |        | Memorial Ground |
| 6 avril 1991 |                  |        |        | Memorial Ground |

| 8 avril 1991 | Pays de Galles | 9 - 9 | Canada | Memorial Ground |
| 8 avril 1991 |                |       |        | Memorial Ground |
| 8 avril 1991 |                |       |        | Memorial Ground |

| 10 avril 1991 | Nouvelle-Zélande | 24 - 6 | Pays de Galles | Llanharan |
| 10 avril 1991 |                  |        |                | Llanharan |
| 10 avril 1991 |                  |        |                | Llanharan |

### Poule B
| Rang | Pays   | J | V | N | D | Pm  | Pe  | Diff | Pts |
| ---- | ------ | - | - | - | - | --- | --- | ---- | --- |
| 1    | France | 2 | 2 | 0 | 0 | 119 | 0   | +119 | 6   |
| 2    | Suède  | 2 | 1 | 0 | 1 | 20  | 37  | -17  | 4   |
| 3    | Japon  | 2 | 0 | 0 | 2 | 0   | 102 | -102 | 2   |

| 6 avril 1991 | France | 82 - 0 | Japon | Aberavon |
| 6 avril 1991 |        |        |       | Aberavon |
| 6 avril 1991 |        |        |       | Aberavon |

| 8 avril 1991 | France | 37 - 0 | Suède | Memorial Ground |
| 8 avril 1991 |        |        |       | Memorial Ground |
| 8 avril 1991 |        |        |       | Memorial Ground |

| 10 avril 1991 | Japon | 0 - 20 | Suède | Llanharan |
| 10 avril 1991 |       |        |       | Llanharan |
| 10 avril 1991 |       |        |       | Llanharan |

### Poule C
| Rang | Pays       | J | V | N | D | Pm | Pe | Diff | Pts |
| ---- | ---------- | - | - | - | - | -- | -- | ---- | --- |
| 1    | États-Unis | 2 | 2 | 0 | 0 | 53 | 0  | +53  | 6   |
| 2    | Pays-Bas   | 2 | 1 | 0 | 1 | 28 | 7  | +21  | 4   |
| 3    | URSS       | 2 | 0 | 0 | 2 | 0  | 74 | -74  | 2   |

|  | Qualifié pour les demi-finales     |
|  | Qualifié pour les places d'honneur |

| 6 avril 1991 | Pays-Bas | 0 - 7 | États-Unis | Pontypool |
| 6 avril 1991 |          |       |            | Pontypool |
| 6 avril 1991 |          |       |            | Pontypool |

| 8 avril 1991 | Pays-Bas | 28 - 0 | URSS | Llanharan |
| 8 avril 1991 |          |        |      | Llanharan |
| 8 avril 1991 |          |        |      | Llanharan |

| 10 avril 1991 | États-Unis | 46 - 0 | URSS | Memorial Ground |
| 10 avril 1991 |            |        |      | Memorial Ground |
| 10 avril 1991 |            |        |      | Memorial Ground |

### Poule D
| Rang | Pays       | J | V | N | D | Pm | Pe | Diff | Pts |
| ---- | ---------- | - | - | - | - | -- | -- | ---- | --- |
| 1    | Angleterre | 2 | 2 | 0 | 0 | 37 | 9  | +28  | 6   |
| 2    | Espagne    | 2 | 1 | 0 | 1 | 13 | 19 | -6   | 4   |
| 3    | Italie     | 2 | 0 | 0 | 2 | 16 | 38 | -22  | 2   |

|  | Qualifié pour les demi-finales     |
|  | Qualifié pour les places d'honneur |

| 6 avril 1991 | Angleterre | 12 - 0 | Espagne | Swansea |
| 6 avril 1991 |            |        |         | Swansea |
| 6 avril 1991 |            |        |         | Swansea |

| 8 avril 1991 | Angleterre | 25 - 9 | Italie | Llanharan |
| 8 avril 1991 |            |        |        | Llanharan |
| 8 avril 1991 |            |        |        | Llanharan |

| 10 avril 1991 | Espagne | 13 - 7 | Italie | Memorial Ground |
| 10 avril 1991 |         |        |        | Memorial Ground |
| 10 avril 1991 |         |        |        | Memorial Ground |

## Matchs de classement pour la cinquième place
|  | Quarts de finale | Quarts de finale |          |    | Demi-finales | Demi-finales |  |  | Finale   | Finale   |
|  | Quarts de finale | Quarts de finale |          |    | Demi-finales | Demi-finales |  |  | Finale   | Finale   |
|  |                  |                  |          |    |              |              |  |  |          |          |
|  | 11 avril         | 11 avril         |          |    | 12 avril     | 12 avril     |  |  | 13 avril | 13 avril |
|  | 11 avril         | 11 avril         |          |    | 12 avril     | 12 avril     |  |  | 13 avril | 13 avril |
|  | Canada           | 38               |          |    | 12 avril     | 12 avril     |  |  | 13 avril | 13 avril |
|  | Canada           | 38               |          |    | 12 avril     | 12 avril     |  |  | 13 avril | 13 avril |
|  | URSS             | 0                |          |    | 12 avril     | 12 avril     |  |  | 13 avril | 13 avril |
|  | URSS             | 0                | Canada   | 6  |              |              |  |  | 13 avril | 13 avril |
|  | 11 avril         |                  | Canada   | 6  |              |              |  |  | 13 avril | 13 avril |
|  |                  | Italie           | 0        |    |              |              |  |  | 13 avril | 13 avril |
|  | Italie           | Italie           | 0        | 18 |              |              |  |  | 13 avril | 13 avril |
|  | Italie           |                  |          | 18 |              |              |  |  | 13 avril | 13 avril |
|  | Suède            | 0                |          |    |              |              |  |  | 13 avril | 13 avril |
|  | Suède            | 0                | Canada   | 19 |              |              |  |  |          |          |
|  | 11 avril         |                  | Canada   | 19 |              |              |  |  |          |          |
|  |                  | Espagne          | 4        |    |              |              |  |  |          |          |
|  | Pays de Galles   | Espagne          | 4        | 3  |              |              |  |  |          |          |
|  | Pays de Galles   | 12 avril         |          | 3  |              |              |  |  |          |          |
|  | Pays-Bas         | 6                |          |    |              |              |  |  |          |          |
|  | Pays-Bas         | 6                | Pays-Bas | 0  |              |              |  |  |          |          |
|  | 11 avril         |                  | Pays-Bas | 0  |              |              |  |  |          |          |
|  |                  | Espagne          | 8        |    |              |              |  |  |          |          |
|  | Japon            | Espagne          | 8        | 0  |              |              |  |  |          |          |
|  | Japon            |                  |          | 0  |              |              |  |  |          |          |
|  | Espagne          | 32               |          |    |              |              |  |  |          |          |
|  | Espagne          | 32               |          |    |              |              |  |  |          |          |

### Quarts de finale
| 11 avril 1991 | Canada  | 38 - 0 | URSS | Cardiff |
| 11 avril 1991 | Rapport |        |      | Cardiff |
| 11 avril 1991 |         |        |      | Cardiff |

| 11 avril 1991 | Italie  | 18 - 0 | Suède | Cardiff |
| 11 avril 1991 | Rapport |        |       | Cardiff |
| 11 avril 1991 |         |        |       | Cardiff |

| 11 avril 1991 | Pays de Galles | 3 - 6 | Pays-Bas | Cardiff |
| 11 avril 1991 | Rapport        |       |          | Cardiff |
| 11 avril 1991 |                |       |          | Cardiff |

| 11 avril 1991 | Japon   | 0 - 32 | Espagne | Cardiff |
| 11 avril 1991 | Rapport |        |         | Cardiff |
| 11 avril 1991 |         |        |         | Cardiff |

### Demi-finales
| 12 avril 1991 | Canada  | 6 - 0 | Italie | Cardiff |
| 12 avril 1991 | Rapport |       |        | Cardiff |
| 12 avril 1991 |         |       |        | Cardiff |

| 12 avril 1991 | Pays-Bas | 0 - 8 | Espagne | Cardiff |
| 12 avril 1991 | Rapport  |       |         | Cardiff |
| 12 avril 1991 |          |       |         | Cardiff |

### Finale
| 13 avril 1991 | Canada  | 19 - 4 | Espagne | Cardiff |
| 13 avril 1991 | Rapport |        |         | Cardiff |
| 13 avril 1991 |         |        |         | Cardiff |

## Phase finale
|  | Demi-finales     | Demi-finales |            |    | Finale   | Finale   |
|  | Demi-finales     | Demi-finales |            |    | Finale   | Finale   |
|  |                  |              |            |    |          |          |
|  | 12 avril         | 12 avril     |            |    | 14 avril | 14 avril |
|  | 12 avril         | 12 avril     |            |    | 14 avril | 14 avril |
|  | Nouvelle-Zélande | 0            |            |    | 14 avril | 14 avril |
|  | Nouvelle-Zélande | 0            |            |    | 14 avril | 14 avril |
|  | États-Unis       | 7            |            |    | 14 avril | 14 avril |
|  | États-Unis       | 7            | États-Unis | 19 |          |          |
|  | 12 avril         |              | États-Unis | 19 |          |          |
|  |                  | Angleterre   | 6          |    |          |          |
|  | Angleterre       | Angleterre   | 6          | 13 |          |          |
|  | Angleterre       |              |            | 13 |          |          |
|  | France           | 0            |            |    |          |          |
|  | France           | 0            |            |    |          |          |

### Demi-finales
| 12 avril 1991 | Nouvelle-Zélande | 0 - 7 | États-Unis | Cardiff Arms Park |
| 12 avril 1991 | Rapport          |       |            | Cardiff Arms Park |
| 12 avril 1991 |                  |       |            | Cardiff Arms Park |

| 12 avril 1991 | Angleterre | 13 - 0 | France | Cardiff Arms Park |
| 12 avril 1991 | Rapport    |        |        | Cardiff Arms Park |
| 12 avril 1991 |            |        |        | Cardiff Arms Park |

### Finale
| 14 avril 1991 | Angleterre                                                           | 6 - 19 (6 - 3) | États-Unis | Cardiff Arms Park Environ 3 000 spectateurs |
| 14 avril 1991 | Essai(s) : 1 de pénalité (15e Transformation(s) : 1 Burns (en) (16e) | Rapport        | Essai(s) : 3 Godwin (en) (45e, 48e), Connell (en) (58e) Transformation(s) : 2 Harju (46e, 59e) Pénalité(s) : 1 Harju (33e) | Cardiff Arms Park Environ 3 000 spectateurs |
| 14 avril 1991 |                                                                      | Rapport        | | Cardiff Arms Park Environ 3 000 spectateurs |